# Michael Gough
Francis Michael Gough, ejtsd: ɡɒf, (Kuala Lumpur, Maláj Szövetség, 1916. november 23. – Salisbury, Wiltshire, Anglia, 2011. március 17.) Tony-díjas angol színművész, számos horrorfilm főszereplője, később népszerű angol tévésorozatok meghatározó mellékszereplője.

## Élete

### Származása
Angol szülők gyermekeként született Kuala Lumpurban, a Brit Birodalomhoz tartozó Maláj Szövetség fővárosában. Apja, Francis Berkeley Gough gumiültetvényes, anyja Frances Atkins Bailie volt. Angliában nevelkedett, iskoláit Tunbridge Wells-ben és Durhamben végezte. 
Beiratkozott a kenti Wye város mezőgazdasági középiskolájába (College of St Gregory and St Martin at Wye), de félbehagyta, hogy a londoni Old Vic színház iskolájába mehessen.
 
Pacifista meggyőződése miatt a második világháború során lelkiismereti szolgálatmegtagadóként sorozták be barátjával, Frith Banburyvel (a későbbi színész-rendezővel) együtt. Fegyvertelen szolgálatra kötelezték, melyet a „Nem-harcoló hadtest” (Non-Combattant Corps) liverpooli 6. ezredében teljesített.

### Színészi pályája
Színpadon már 1936-ban debütált, első említésre méltó filmszerepét azonban csak a második világháború után, Marc Allégret rendező 1948-as színes film-melodrámájában, a Blanche Fury-ben kapta.
A következő években főleg klasszikus adaptációkban és történelmi filmekben szerepelt, így Julien Duvivier Karenina Annájában (1948), Basil Dearden Tánc a halott szerelmesekért című romantikus tragédiájában (1948), Emeric Pressburger háborús filmjében, A dicsőség órájában (1949), vagy Laurence Olivier 1955-ös III. Richárdjában. Karakteres, kemény férfiakat játszott hangsúlyos mellékszerepekben.
1956 után sorozatban kapta a szerepeket bűnügyi és horrorfilmekben. Az angol Hammer Film Productions Ltd. által készített horror-zsánerfilmek (az ún. Hammer-filmek visszatérő szereplőjévé vált. Magas termete, szigorú tekintete, markáns arcéle, tekintélyt parancsoló megjelenése, vastag szemöldöke a horrorfilmes műfaj kiváló karakterévé tették. Ebben a műfajban egyik legismertebb Terence Fisher 1958-as Drakula című filmje, ahol Gough az egyik főszerepet, Arthur Holmwoodot alakította, a címszereplő Christopher Lee (Drakula gróf) és Peter Cushing (Dr. Van Helsing) társaságában. A Hammer horrorfilmek mellett Gough nagyszámú B-filmben is szerepelt, kisebb-nagyobb szerepekben.
Az 1967-es Büszkeség és balítélet sorozatban ő játszotta a tipikus angol vidéki kispolgár családapát, Mr Bennettet. Jelentős drámai alkotásokban alakított „tipikus brit” úriembereket, így Joseph Losey 1971-es A közvetítő című filmdrámájában, ahol a főszereplő Julie Christie apját, Mr Maudsley vidéki földbirtokost alakította. Folyamatosan dolgozott a színpadon is, kitűnt emberábrázoló képességével, jellegzetes orgánumával, előadásmódjának természetességével, eleganciájával. 1977-ben a londoni National Theatre színpadán Alan Ayckbourn vígjátékában, a Bedroom Farce-ban kiváló kritikákat kapott a bánatos és sorsába beletörődő apa alakításáért lemondóan elismerő kritikákat kapott. 1979-ben ezért a színpadi alakításáért megkapta a legjobb férfi mellékszereplőnek járó Tony-díjat. 1988-ban a Breaking the Code színdarabban nyújtott alakításáért ismét jelölték ugyanerre a díjra.
Aktív filmszínészi pályájának utolsó évtizedében Gough legtöbbször visszafogott stílusú, elegáns megjelenésű, kifogástalan brit úriember-karaktereket játszott, akik szilárdan hűségesek az ügyhöz, amelyet szolgálnak. Egyik ilyen nevezetes szerepe volt Lord Delamere alakítása a Sydney Pollack rendezőTávol Afrikától című filmjében (1985), ahol valós személyt, Hugh Cholmondeley-t, Delamare 3. báróját, Brit Kelet-Afrika egyik legbefolyásosabb gyarmati földbirtokosát, a Brit Birodalom feltétlen hívét testesítette meg hitelesen. Derek Jarman 1993-as Wittgenstein-filmjében Sir Bertrand Russell filozófus-arisztokratát játszotta el. Ezen időszakból a legismertebb, többször visszatérő szerepe azonban Alfred Pennyworth komornyik alakítása volt a Batman-filmek sorozatában: a  Batman – A denevérember-ben (1989), a Batman visszatér-ben (1992), a Mindörökké Batman-ben (1985) és a Batman és Robin-ban (1997). A Batman-sorozat további, animációs mozifilmjeinek (The Lazarus Syndrome, Knightfall) eredeti (angol) nyelvű változataiban ugyanez az Alfred Pennyworth karakter Gough hangján szólal meg. Alfred komornyik Batman elrejtett polgári alteregóját, azaz Bruce Wayne állampolgárt szolgálja odaadó hűséggel. Gough ebben a szerepben három címszereplőt is „kiszolgált”, Michael Keatont, Val Kilmert és George Clooneyt.

### Magánélete, halála
Négyszer nősült, első három felesége szintén színésznő volt. Első házasságát 1940-ben kötötte Diana Graves (1915-1975) színésznővel, egy közös fiuk született, Simon Gough (*1942) színész-rendező, aki 1965–1973 között több mozifilmben és sorozatban szerepelt, néhányszor apjával együtt. Michael Gough első házasságát később (1943–1949 között) felbontották. Fia, Simon Gough 1970-ben Sharon Gurney (*1950) színésznőt vette feleségül, négy gyermekük született, köztük Samuel Gough (*1975) színész.
Gough második felesége Anne Leon (1925–1990) színésznő volt, akivel 1952. december 19-én kötött házasságot, egy gyermekük született, 1962-ben elváltak. Harmadik házasságát 1965-ben kötötte Anneke Wills (*1941) színésznővel, két közös gyermekük született, a szülők 1979-ben elváltak. Gough negyedik házasságát 1981. július 7-én kötötte. A negyedik feleség, Henrietta Gough (leánykori neve nem ismert), három évtizeden át kitartott férje mellett, annak 2011-ben bekövetkezett haláláig.
Idős korában Gough rákbetegséggel küzdött. 2011. március 17-én, 94 évesen hunyt el tüdőgyulladás következtében, salisbury-i otthonában. Elhamvasztották, hamvait a La Manche-ba szórták.

## Főbb filmszerepei
- 1946: Androcles and the Lion; tévéfilm; Spintho
- 1948: Blanche Fury; Lawrence Fury
- 1948: Karenina Anna (Anna Karenina); Nyikolaj
- 1948: Tánc a halott szerelmesekért (Saraband for Dead Lovers); Károly herceg
- 1949: A dicsőség órája (The Small Back Room); Dick Stuart százados
- 1951: A fehér öltönyös férfi (The Man in the White Suit); Michael Corland
- 1951: Night Was Our Friend; Martin Raynor
- 1953: Twice Upon a Time; Mr. Lloyd (Erich Kästner: A két Lotti c. regényéből)
- 1953: Kard és rózsa (The Sword and the Rose); Buckingham hercege
- 1953: Rob Roy (Rob Roy: The Highland Rogue); Montrose hercege
- 1955: III. Richárd (Richard III); Dighton, bérgyilkos
- 1957: The House in the Woods; Geoffrey Carter
- 1957: The Two Mrs. Carrolls; Geoffrey Carroll
- 1958: Drakula (Dracula); Arthur Holmwood
- 1958: Lópofa (The Horse’s Mouth); Abel Bisson
- 1959: Model for Murder; Kingsley Beauchamp
- 1959: Horrors of the Black Museum; Edmond Bancroft
- 1961: Konga; Dr.Charles Decker
- 1961: Topáz úr (Mr. Topaze); Tamise
- 1961: Reszkessen, aki él! (What a Carve Up!); Fisk / Komornyik
- 1962: Candidate for Murder; Donald Edwards
- 1962: Az operaház fantomja (The Phantom of the Opera); Lord Ambrose D’Arcy
- 1963: Tamahine; Mr.Cartwright
- 1963: Black Zoo; Michael Conrad
- 1964: Az Angyal kalandjai (The Saint); tévésorozat; Colin Phillips
- 1964: Monte Christo grófja (The Count of Monte Cristo); tévésorozat; Gérard de Villefort
- 1965: Dr. Terror rémséges háza (Dr. Terror’s House of Horrors); Eric Landor
- 1965: The Skull; árverés-vezető
- 1965: Game for Three Losers; Robert Hilary
- 1966–1967: Orlando; tévésorozat; Harry Prentice
- 1965–1967: Bosszúállók (The Avengers); Nutski / Dr.Armstrong
- 1967: Büszkeség és balítélet (Pride and Prejudice); tévésorozat; Mr. Bennet
- 1967: Berserk; Albert Dorando
- 1968: Egy este, egy vonat (Un soir, un train); Jeremiah
- 1968: Treasure Island; tévésorozat; Trelawney úr
- 1969: A Walk with Love and Death; őrült szerzetes
- 1969: Szerelmes asszonyok (Women in Love); Mr. Brangwen
- 1970: Julius Caesar; Metellus Cimber
- 1970: Trog; Sam Murdock
- 1971: A közvetítő (The Go-Between); Mr. Maudsley
- 1971: The Search for the Nile; tévé-minisorozat; David Livingstone
- 1971: The Corpse; Walter Eastwood
- 1972: Barbár messiás (Savage Messiah); M. Gaudier
- 1972: Henry VIII and His Six Wives; Lord Norfolk
- 1972: Colditz; tévésorozat; Major Schaeffer
- 1972: The Man Who Came to Dinner; tévéfilm; Beverly Carlton
- 1973: Horror kórház (Horror Hospital); Dr. Christian Storm
- 1973: Az ördög házának legendája (The Legend of Hell House); Emeric Belasco
- 1974: A királynő törvényszéke (QB VII); tévé-minisorozat; Dr. Fletcher
- 1974: Shoulder to Shoulder; tévé-minisorozat; Dr. Richard Pankhurst
- 1975: Galileo Galilei (Galileo) Sagredo
- 1976: Satan’s Slave; Alexander Yorke nagybácsi
- 1978: Brazíliai fiúk (The Boys from Brazil); Mr. Harrington
- 1979: Suez 1956; tévéfilm; Sir Anthony Eden
- 1981: Kígyóméreg (Venom); David Ball
- 1981: Utolsó látogatás (Brideshead Revisited); tévé-minisorozat; Doktor Grant
- 1982: Smiley népe (Smiley′s People); tévé-minisorozat; Mihail
- 1982: A vád tanúja (Witness for the Prosecution); tévéfilm; a bíró
- 1982: Cymbeline; tévéfilm; Belarius
- 1966–1983: Doctor Who; tévésorozat; Hedin tanácsos / Játékkészítő
- 1973–1983: Crown Court; tévésorozat; Justice Galbraith / Dr. De Quincey
- 1983: A világítótorony (To the Lighthouse); tévéfilm; Mr. Ramsay
- 1983: Arthur the King; tévéfilm; az érsek
- 1983: Az öltöztető (The Dresser); Frank Carrington
- 1984: Top Secret (Top Secret!); Dr. Paul Flammond
- 1984: Oxford Blues; Doktor Ambrose
- 1984: Örökölt szerelem (Mistral’s Daughter); tévé-minisorozat; a bíboros
- 1984: The Biko Inquest; tévéfilm; Loubser professzor, törvényszéki patológus
- 1984: Karácsonyi ének (A Christmas Carol); tévéfilm; Mr. Poole
- 1984: The Cantor of St Thomas’s; tévéfilm; Lange polgármester
- 1985: Távol Afrikától (Out of Africa); Lord Delamere
- 1986: Caravaggio; Del Monte bíboros
- 1987: Morse felügyelő (Inspector Morse); tévésorozat; Philip Ogleby
- 1987: Maschenka; Vater
- 1987: A negyedik záradék (The Fourth Protocol); Sir Bernard Hemmings
- 1986–1987: The Little Vampire; tévésorozat; Theodor bácsi / Ludwig bácsi
- 1988: A kígyó és a szivárvány (The Serpent and the Rainbow); Schoonbacher
- 1989: Strapless; Douglas Brodie
- 1989: Batman – A denevérember (Batman); Alfred Pennyworth
- 1989: The Shell Seekers; tévéfilm; Roy Brookner
- 1989: Batman: The Lazarus Syndrome; animációs film; Alfred Pennyworth hangja
- 1999: A kert (The Garden); egy férfi
- 1991: The Diamond Brothers; tévésorozat; Mr. Waverly
- 1991: Pokoli lecke(wd) (Sleepers); tévé-minisorozat; Andrej Zorin
- 1991: Az igazság malmai (Let Him Have It); Lord Goddard
- 1991: Children of the North; tévésorozat; Arthur Apple
- 1992: Batman visszatér (Batman Returns); Alfred Pennyworth
- 1993: Wittgenstein; Bertrand Russell
- 1993: Az ártatlanság kora (The Age of Innocence); Henry van der Luyden
- 1993: A disznó órája (The Hour of the Pig / The Advocate); Boniface magisztrátus
- 1994: Lóhalálában (Uncovered); Don Manuel
- 1994: Nostradamus; Jean de Rémy
- 1994: Batman: Knightfall; tévé-minisorozat; Alfred Pennyworth hangja
- 1995: A Village Affair; tévéfilm; Sir Ralph Unwin
- 1995: Mindörökké Batman (Batman Forever); Alfred Pennyworth
- 1995: Gazdagok és szépek (The Bold and the Beautiful); tévésorozat; rádióbemondó hangja
- 1995: The Haunting of Helen Walker; tévéfilm; Barnaby
- 1996: Az ifjú Indiana Jones: Hajszál híján (The Adventures of Young Indiana Jones: Travels with Father); tévéfilm; Lev Tolsztoj
- 1996: The Adventures of Young Indiana Jones; tévésorozat; Lev Tolsztoj
- 1997: Batman és Robin (Batman & Robin); Alfred Pennyworth
- 1998: Perlekedő szerelem (What Rats Won’t Do); Justice Tomlin
- 1998: A szerelem mindenek előtt (St. Ives); Saint-Yves gróf
- 1999: Az Álmosvölgy legendája (Sleepy Hollow); James Hardenbrook jegyző
- 2000: OnStar: Batman; tévé-minisorozat; Alfred Pennyworth
- 2005: A halott menyasszony (Corpse Bride); Elder Gutknecht hangja
- 2010: Alice Csodaországban (Alice in Wonderland); Dodómadár hangja
- 2011: Scooby-Doo és a fantoszaurusz rejtélye (Scooby-Doo! Legend of the Phantosaur); animációs film; doktorandusz hangja
- 2024: Doctor Who: The Celestial Toymaker; a Játékkészítő hangja